# Scotorythra capnopa
Scotorythra capnopa là một loài bướm đêm trong họ Geometridae.